# Daniel Lessard
Pour les articles homonymes, voir Lessard.
Daniel Lessard (né le 19 février 1947 à Saint-Benjamin) est un journaliste politique québécois, puis un romancier.

## Biographie
Né dans la Beauce québécoise, il y étudie au Séminaire de Saint-Georges et de Saint-Victor.
Daniel Lessard a d'abord travaillé à la radio. Il débute en 1969 à CKBM, à Montmagny, comme disc jockey, puis à CJRC, à Ottawa. De 1970 à 1972, il travaille à la chaîne radiophonique CKAC, à Montréal, comme journaliste.
En 1972, il entre  comme journaliste à la Société Radio-Canada, à CBOFT, à Ottawa. En 1978 et 1979, il anime l'émission Ce Soir régional. De 1979 à 1981, il est correspondant parlementaire pour la radio de Radio-Canada. De 1981 à 1994, il est correspondant pour la télévision de Radio-Canada. Il est notamment chargé de couvrir les activités des premiers ministres successifs, Trudeau, Mulroney et Chrétien ainsi que les principaux événements politiques. En 1994, il coanime l'émission du matin à la télévision de Radio-Canada avec Marie-Claude Lavallée. En 1995, il devient animateur à la nouvelle station du Réseau de l'information (RDI), à Ottawa. En 1998, il devient animateur de relève au Téléjournal - Le Point. De 2005 à 2011, il anime l'émission Les Coulisses du pouvoir à la télévision de Radio-Canada, où il reçoit en entrevue des acteurs politiques qui sont au centre de l'actualité. Daniel Lessard est un journaliste politique de fond, « sérieux et pondéré ». Il touche tous les aspects de la vie politique tant fédérale que provinciale.
En 2011, il prend sa retraite de Radio-Canada; cependant, il est toujours à l'écran au Téléjournal en table ronde tous les jeudis. L'été de la même année, il publie un roman, Maggie. En 2012, il est un mentor de la Fondation Trudeau et publie le deuxième tome, La Revenante, de ce qui devient la trilogie Maggie, complétée l'année suivante par Le destin de Maggie. En 2014, il publie Le Puits, un roman policier. En 2019, il publie La dalle des morts.

## Honneurs
- Le 27 décembre 2018, il est nommé membre de l'Ordre du Canada[5].

### Romans

#### SérieMaggie
1. Maggie, t. 1, Rosemère, Éditions Pierre Tisseyre, 2011, 392 p. (ISBN 9782896332069)
2. Maggie, t. 2 : La Revenante, Rosemère, Éditions Pierre Tisseyre, 2012, 392 p. (ISBN 9782896332205)
3. Maggie, t. 3 : Le destin de Maggie, Rosemère, Éditions Pierre Tisseyre, 2013, 448 p. (ISBN 9782896332366)
4. Maggie, t. 4 : Le testament de Maggie, Rosemère, Éditions Pierre Tisseyre, 2018 (ISBN 9782896334179)

#### Sériesergente-détective Sophie Comtois
1. La Louve aux abois, Rosemère, Éditions Pierre Tisseyre, coll. « Policier », 2017, 272 p. (ISBN 9782896333943)
2. Enlèvement, Rosemère, Éditions Pierre Tisseyre, coll. « Policier », 2020, 224 p. (ISBN 9782896334551)
3. Crime Parfait, Rosemère, Éditions Pierre Tisseyre, coll. « Policier », 2022, 312 p. (ISBN 9782896334940)

#### Autres
- Péril sur le fleuve, Rosemère, Éditions Pierre Tisseyre, coll. « Policier », 2015, 224 p. (ISBN 9782896333790)
- Le Puits, Rosemère, Éditions Pierre Tisseyre, coll. « Romans historiques », 2014, 400 p. (ISBN 9782896332946)
- La Marie-Louise, Rosemère, Éditions Pierre Tisseyre, coll. « Romans historiques », 2015, 377 p. (ISBN 9782896333462)
- La Dalle des morts, Rosemère, Éditions Pierre Tisseyre, coll. « Romans historiques », 2019 (ISBN 9782896334407)